# (7438) Misakatouge
(7438) Misakatouge (1994 JE1) – planetoida z pasa głównego asteroid okrążająca Słońce w ciągu 3,63 lat w średniej odległości 2,36 j.a. Odkryta 12 maja 1994 roku.